# Почесні громадяни Василькова
Список почесних громадян міста Васильків:
| № з/п | Почесний громадянин                | Дата присвоєння |
| ----- | ---------------------------------- | --------------- |
| 1     | Головачов Олександр Олексійович    | 1966            |
| 2     | Хохряков Семен Васильович          | 1966            |
| 3     | Бурка Микола Лук'янович            | 1967            |
| 4     | Кітченко Павло Семенович           | 1967            |
| 5     | Кондира Павло Андрійович           | 1967            |
| 6     | Кошман Кирило Якимович             | 1967            |
| 7     | Цимбаленко Василь Федорович        | 1957            |
| 8     | Ковальов Микола Іванович           | 1982            |
| 9     | Голубєв Георгій Гордійович         | 1967            |
| 10    | Давиденко Антон Корнійович         | 1968            |
| 11    | Попович Павло Романович            | 1985            |
| 12    | Гордєєв Анатолій Миколайович       | 1985            |
| 13    | Злобінський Семен Йосипович        | 21.09.1993      |
| 14    | Денисенко Михайло Іванович         | 21.09.1993      |
| 15    | Трояновський Анатолій Васильович   | 21.09.1993      |
| 16    | Павленко Леонід Оксентійович       | 21.09.1993      |
| 17    | Гордина Григорій Іванович          | 21.09.1993      |
| 18    | Ліва Біатрічче Флоріанівна         | 08.09.1994      |
| 19    | Авраменко Олександр Іванович       | 08.09.1994      |
| 20    | Моторний Василь Харитонович        | 19.09.1997      |
| 21    | Подварчук Фелікс Маркович          | 12.09.1997      |
| 22    | Середницький Ярослав Романович     | 11.09.1998      |
| 23    | Гайдучак Марія Станіславівна       | 10.09.1999      |
| 24    | Протор'єва Надія Юхимівна          | 30.08.2000      |
| 25    | Степаненко Петро Карпович          | 10.09.2010      |
| 26    | Лісніченко Михайло Володимирович   | 10.09.2010      |
| 27    | Кожем'яко Микола Миколайович       | 10.09.2010      |
| 28    | Клименко Анатолій Данилович        | 09.02.2006      |
| 29    | Горулько Леонід Васильович         | 09.02.2006      |
| 30    | Павленко Андрій Іванович           | 24.02.2009      |
| 31    | Бубліков Олексій Васильович        | 27.10.2009      |
| 32    | Приймак Василь Іванович            | 22.08.2002      |
| 33    | Метильов Василь Петрович           | 19.02.2010      |
| 34    | П'ятницький Андрій Францевич       | 19.02.2010      |
| 35    | Марущак Анатолій Трохимович        | 19.09.2010      |
| 36    | Чабан Андрій Архіпович             | 17.02.2016      |
| 37    | Бортницький Володимир Степанович   | 26.04.2016      |
| 38    | Пальчик Володимир Іванович         | 26.04.2016      |
| 39    | Харченко Віктор Іванович           | 26.04.2016      |
| 40    | Табурчак Григорій Іванович         | 01.06.2016      |
| 41    | Попович Валерій Фдорович           | 29.08.2019      |
| 42    | Донской Семен Абрамович            | 29.08.2019      |
| 43    | Іщук Михайло Михайлович            | 29.08.2019      |
| 44    | Циганок Вадим Володимирович        | 29.08.2019      |
| 45    | Підгорецький Володимир Миколайович | 29.08.2019      |
| 46    | Куравська Людмила Сергіївна        | 07.09.2020      |
| 47    | Войтович Віталій Тарасович         | 22.10.2020      |